# Paris-Nice
Ne doit pas être confondu avec Critérium Paris-Nice.
Paris-Nice est une course cycliste à étapes professionnelle française. Créée en 1933, elle est organisée par Amaury Sport Organisation depuis 2003. Elle a lieu au mois de mars pendant huit jours, ce qui en fait la première course par étapes majeure de l'année en Europe. La course commence généralement par un prologue dans la région parisienne et se termine avec une dernière étape à Nice ou sur le col d'Èze qui domine le village éponyme. La compétition est surnommée la « Course au soleil », car elle a lieu dans la première moitié de mars, commençant généralement dans des conditions froides et hivernales dans la capitale française avant de rejoindre le soleil et les températures printanières de la Côte d'Azur. Le parcours vallonné dans les derniers jours de course favorise les puncheurs-grimpeurs. L'épreuve se déroule en partie en même temps que Tirreno-Adriatico.
Paris-Nice fait partie de l'UCI World Tour, dont elle est chronologiquement la sixième course du calendrier et la première course par étapes en Europe. Elle est organisée par Amaury Sport Organisation, qui gère également la plupart des autres courses françaises du World Tour, et plus particulièrement les courses prestigieuses que sont le Tour de France et Paris-Roubaix. À son palmarès, figurent quelques-uns des plus grands champions cyclistes, notamment Jacques Anquetil, Eddy Merckx, Miguel Indurain et Alberto Contador. L'Irlandais Sean Kelly y détient le record de victoires avec sept succès consécutifs entre 1982 et 1988.
Lors de l'édition 2003, le coureur kazakh Andrei Kivilev meurt à la suite d'une blessure à la tête subie lors d'une chute,. Sa mort incite l'Union cycliste internationale à imposer le port du casque dans toutes les compétitions de cyclisme, à l'exception de la dernière ascension d'une course si l'arrivée est située en côte. La règle est modifiée par la suite pour exiger l'utilisation des casques sur l'intégralité des courses.

## Histoire

### Création et premières éditions

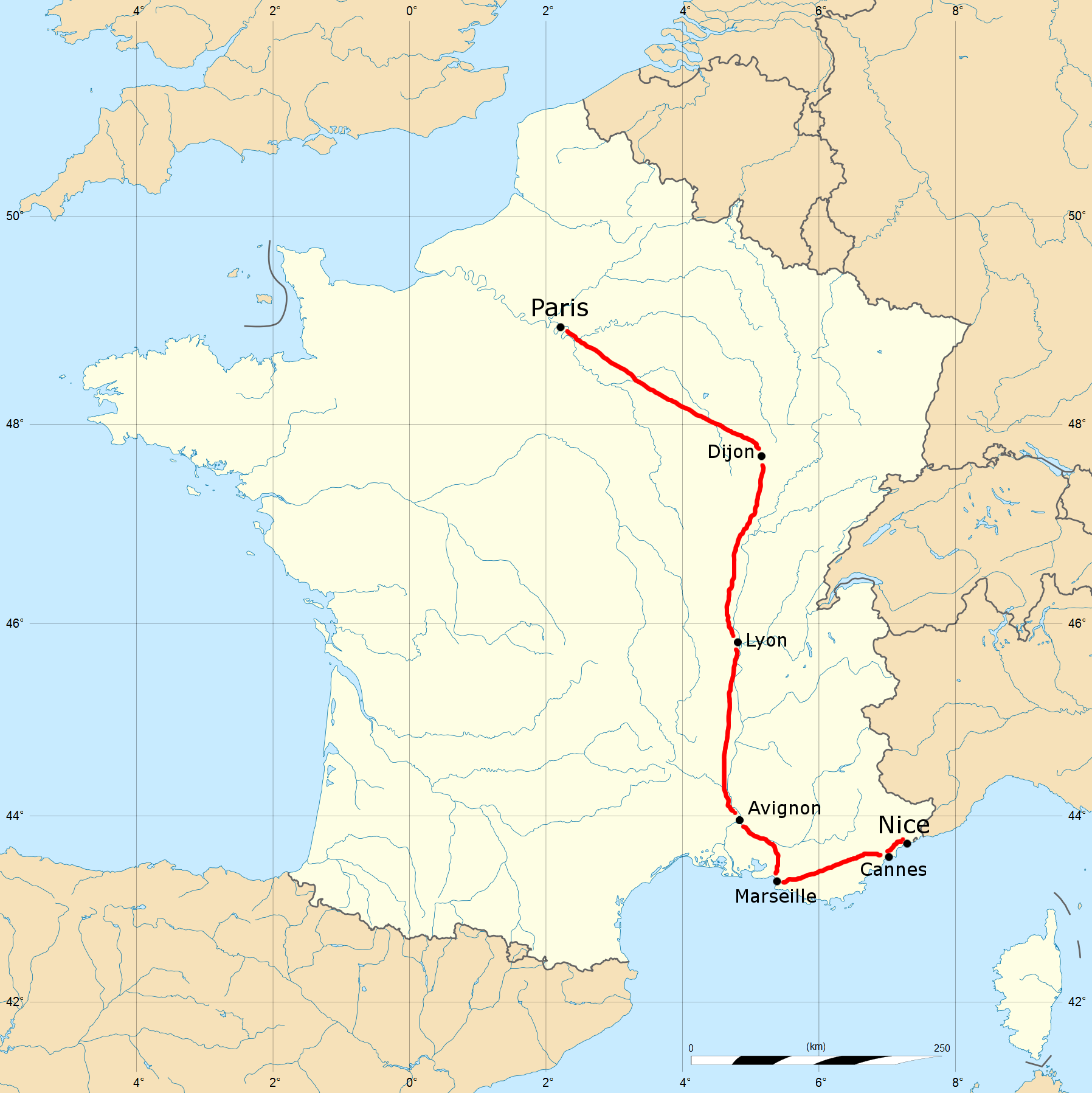
Parcours de l'édition inaugurale remportée par le Belge Alphonse Schepers.

Albert Lejeune souhaite, au début des années 1930, créer un événement cycliste afin de promouvoir les deux journaux qu'il dirige : Le Petit Journal à Paris et Le Petit Niçois à Nice. En 1933, il crée une course par étapes reliant la capitale française avec la ville balnéaire à la mode de Nice, sur la côte méditerranéenne de la France. Elle a lieu en mars, à la fin de l'hiver, dans le prolongement de la saison cycliste sur piste durant laquelle les courses de six jours sont prisées à l'époque. D'une durée de six jours, la course est nommée « Six jours de la route ». La course doit permettre aux coureurs de reprendre la compétition sur route. Par conséquent et comme la plupart des routes de montagne sont encore impraticables à cette période, le parcours évite les Alpes et suit la vallée du Rhône. Seul l'arrière-pays niçois présente quelques difficultés. La première étape est tracée entre Paris et Dijon sur une distance de 312 km, soit la plus longue étape de l'histoire de Paris-Nice. Cette édition inaugurale est remportée par le Belge Alphonse Schepers, qui porte le maillot de leader de la première à la dernière journée.
La course est un succès et sept éditions vont suivre jusqu'en 1939. Les journaux Lyon Républicain et Marseille-Matin sont partenaires des journaux de Lejeune dans l'organisation de la course. En 1939, les organisateurs sont Ce soir et Le Petit Niçois, qui reçoivent le concours de L'Auto. En 1940, la Seconde Guerre mondiale empêche la tenue de la course. Le fondateur de la course, Lejeune est condamné à mort et exécuté après la libération de la France en 1945.
Le journal Ce soir organise la première édition d'après-guerre en 1946. Malgré la satisfaction de ses journalistes Georges Pagnoud et François Terbeen, il ne prolonge pas l'opération et l'organisation de la course est interrompue.

### La Course au soleil
En 1951, la course est organisée sous le nom de « Paris-Côte d’Azur » par l'hebdomadaire Route et piste, à l'initiative de Jean Médecin, maire de Nice, qui souhaite promouvoir la Côte d'Azur. Elle prend le nom de Paris-Nice en 1954. Durant cette période, elle passe du statut de course de préparation et d'entraînement à celui de course à part entière, notamment par le biais des victoires de Louison Bobet et Jacques Anquetil. En 1957, Jean Leulliot, directeur de la course depuis 1951, quitte Route et piste dont il est rédacteur en chef. Il devient l'organisateur de Paris-Nice via la société Monde Six.
En 1959, la course est courue sur un parcours Paris-Nice-Rome et donne lieu à trois classements : un premier entre Paris et Nice, un deuxième entre Nice et Rome, et un troisième additionnant les deux. Devant les critiques envers la longueur de la course (1 955 km), la formule est abandonnée.

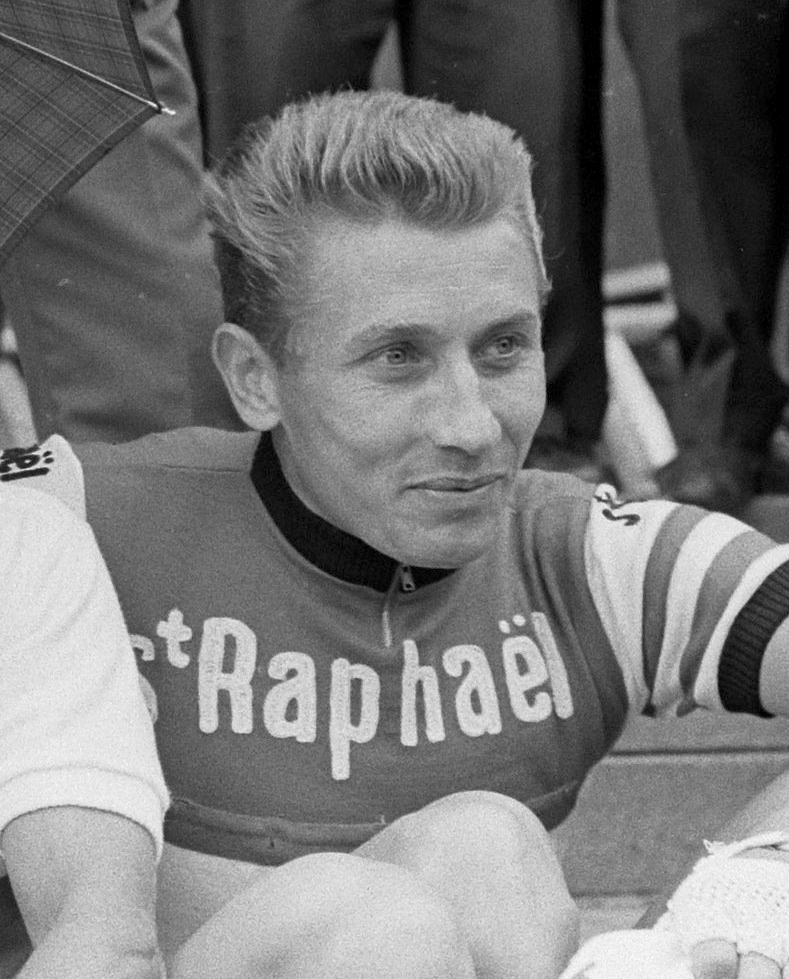
Jacques Anquetil remporte la course à cinq reprises, souvent à la suite d'un duel avec Raymond Poulidor.

En 1966, la course est le théâtre d’une rivalité entre les icônes du cyclisme français Raymond Poulidor et Jacques Anquetil qui divise la France pendant une décennie. Anquetil remporte son cinquième et dernier Paris-Nice, dépassant au classement Poulidor lors de la dernière étape à Nice,.
À partir de 1969, l'arrivée quitte la promenade de bord de mer à Nice pour le col d'Èze. Le jeune Eddy Merckx remporte le contre-la-montre final et le premier de ses trois Paris-Nice consécutifs. Raymond Poulidor est une nouvelle fois deuxième, tandis que Jacques Anquetil complète ce podium étoilé pour sa dernière participation. Cette édition permet à la course d'acquérir ses lettres de noblesse et c'est également l'une des rares courses où se sont affrontés Merckx et Anquetil. En 1972, l'éternel second Poulidor met un terme à la série de victoires du « Cannibale » en remportant le contre-la-montre final de justesse devant Merckx. L'année suivante, il répète cet exploit à l'âge de 37 ans.
Jean Leulliot meurt en 1982. Sa fille Josette lui succède à la tête de la société Monde Six. Dans les années 1980, le coureur complet irlandais Sean Kelly gagne la course sept fois consécutivement (il détient toujours le record de victoires). La Course au soleil est remportée plusieurs fois par des coureurs, surtout dans les années 1990, notamment l'Espagnol Miguel Indurain et le Suisse Tony Rominger. Le coureur polyvalent français Laurent Jalabert s'adjuge la course trois fois de suite, la dernière fois en 1997, et reste le dernier vainqueur français à ce jour.
En 2000, l'ancien coureur Laurent Fignon rachète l'épreuve à la famille Leulliot pour quatre millions et demi de francs, au détriment de la société organisatrice du Tour de France, Amaury Sport Organisation, elle aussi candidate au rachat. Il devient organisateur de l'épreuve mais en 2002, déficitaire, il revend Paris-Nice à ASO qui ne lui a pas facilité la tâche.
En 2003, la course est marquée par la mort du coureur kazakh Andrei Kivilev, à la suite d’une chute lors de la deuxième étape, arrivant à Saint-Étienne,. Kivilev ne portait pas de casque. Il meurt dans la nuit et, le lendemain, le peloton entier est d’accord pour neutraliser la troisième étape, courue à un rythme très lent et sans la moindre attaque. La course reprend sa tournure normale lors de la quatrième étape arrivant au Mont Faron, qui voit la victoire du compatriote de Kivilev, Alexandre Vinokourov, en solitaire, qui brandit une photo de son ami décédé en passant la ligne.

### Course World Tour

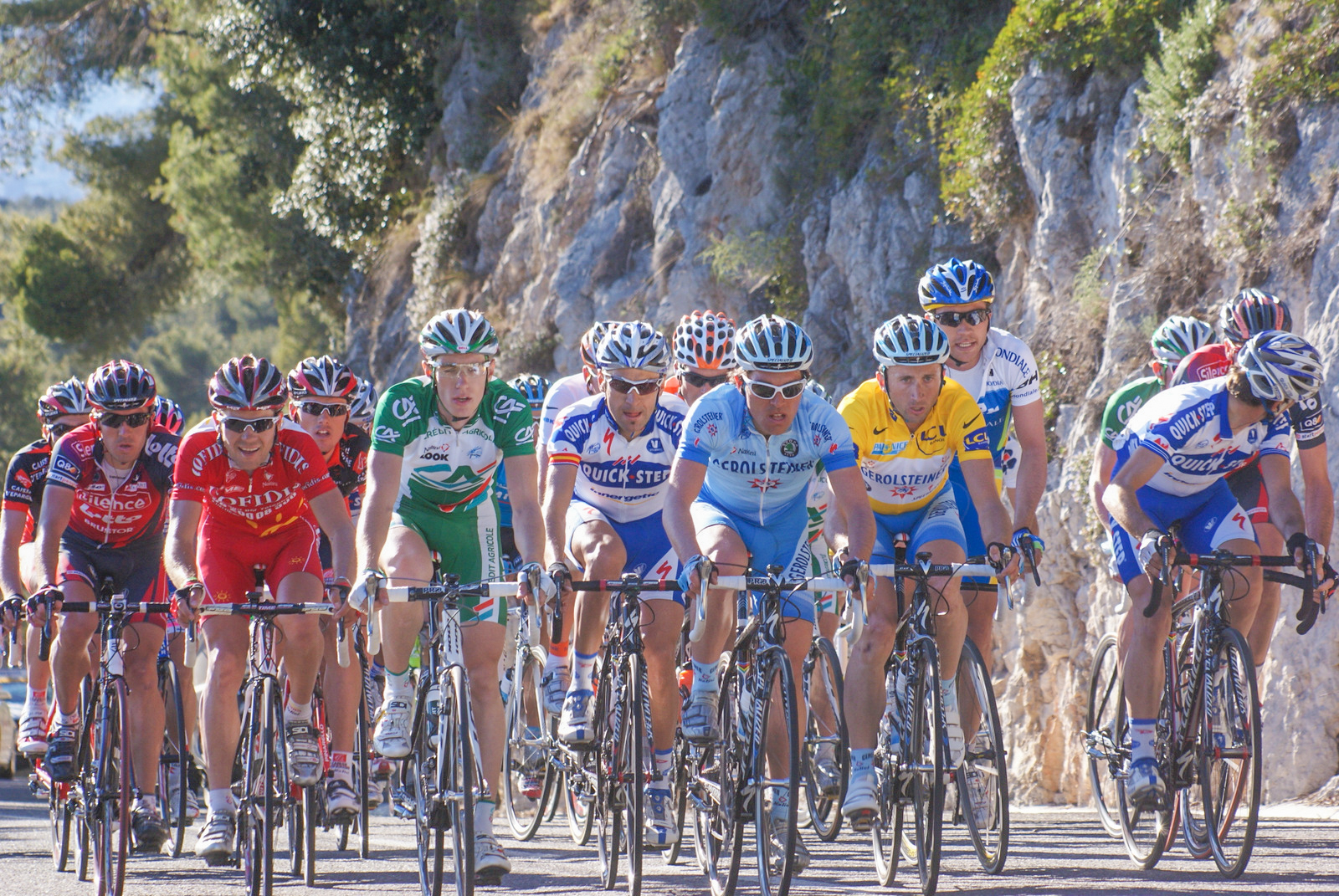
Davide Rebellin avec le maillot jaune devant le peloton lors de la montée du Col d'Èze en 2008.

En 2005, Paris-Nice est inclus dans la première édition de l'UCI Pro Tour, mais la course est au centre d'un litige entre l'UCI et ASO, juste avant l'édition 2008. En effet, avant son départ, la course est marquée par la polémique entre l’organisateur de la course, A.S.O., et l’Union cycliste internationale (UCI). Le 7 mars 2008, à deux jours du départ, Patrick McQuaid (président de l’UCI) annonce que les équipes qui prendront le départ de la course seront exclues de l’Union Cycliste Internationale. Le même jour l’association des équipes (AIGCP) vote à la majorité (15 voix pour et 8 abstentions) en faveur de la participation à la course. Le tribunal arbitral du sport qui avait été saisi par le groupement des équipes de ProTour, de son côté, se déclare incompétent à juger la légalité d’éventuelles sanctions qui pourraient être prises contre les coureurs ou les équipes. Le problème est finalement résolu et depuis 2011, Paris-Nice sert de course par étapes d'ouverture en Europe de l'UCI World Tour.
En 2012, le Britannique Bradley Wiggins s'impose quelques mois avant sa victoire sur le Tour de France. Il devient le neuvième coureur vainqueur de Paris-Nice avant de gagner le Tour de France. Habitués de la course, l'Espagnol Alberto Contador et l'Australien Richie Porte, ont remporté l'épreuve à deux reprises,.
Les succès de Geraint Thomas (2016), Sergio Henao (2017) et Marc Soler (2018) se jouent à chaque fois lors de la dernière étape de l'épreuve, marquée à chaque fois par des attaques lancées de loin avec plus ou moins de succès. Les vainqueurs du général s'imposent à chaque fois avec moins de cinq secondes d'avance, offrant un dénouement à suspense.
L'édition 2020 est marquée par la pandémie de Covid-19, qui provoque le forfait de sept équipes du World Tour. Elle est remportée par Maximilian Schachmann, alors que la dernière étape est annulée en raison des risques. Un an plus tard, la course peut aller jusqu'à son terme, mais le Covis-19 oblige quand même les organisateurs à modifier le programme du week-end final, pour éviter Nice. Maximilian Schachmann conserve son titre, en profitant de la chute le dernier jour du maillot jaune Primož Roglič. Le slovène remportera néanmoins l'édition suivante. Son compatriote Tadej Pogačar lui succède en 2023.

Logo de 2003 à 2011
Logo depuis 2011

## Parcours

Parcours de l'édition 2015.

### Départ
Paris a été la ville-départ de Paris-Nice jusqu'en 1962. À partir de 1963, la course s'élance d'une ville différente presque chaque année. Vingt-deux villes ont accueilli le départ de Paris-Nice depuis cette date. La plupart d'entre elles sont situées en Île-de-France. Parmi celles-ci, Issy-les-Moulineaux a été ville-départ à neuf reprises (1980, 1983, 1984 et de 2002 à 2007) et Fontenay-sous-Bois six fois (en 1975 et de 1991 à 1995). La course est revenue à Paris en 1986, 1987, 1989, 1990 et 2000. En 1982, le départ a été donné à Luingne en Belgique (province de Hainaut). Quatre autres villes situées en dehors de la région parisienne ont accueilli le départ : Villefranche-sur-Saône en 1988, Châteauroux en 1996, Nevers en 2001, et Amilly depuis 2008. En 2011, Paris-Nice part de Houdan, dans les Yvelines. En 2013, le prologue du Paris-Nice se déroule à Houilles, dans les Yvelines à nouveau.

### Arrivée
L'arrivée de Paris-Nice a été située à Nice de 1933 à 1968, d'abord sur le quai des États-Unis jusqu'en 1939, puis sur la promenade des Anglais de 1946 à 1968. De 1968 à 1995, la course s'est achevée au col d'Èze. Seule l'édition de 1977 revient à Nice en raison d'éboulements rendant la route du col impraticable. Les cinq premières arrivées au col donnent lieu à un duel entre Eddy Merckx et Raymond Poulidor. Les trois premières tournent à l'avantage de Merckx ; les deux suivantes permettent à Poulidor de s'emparer de la première place. Il bat par ailleurs le record de l'ascension en 1972, en 20 minutes et 4 secondes. Le Néerlandais Joop Zoetemelk s'adjuge trois fois la victoire au col de 1973 à 1975, y ajoutant la victoire finale en 1974 et 1975. Il renouvelle cet exploit en 1979, un an après que son compatriote Gerrie Knetemann en a fait de même. Les coureurs irlandais gagnent neuf fois l'étape durant les années 1980. De 1982 à 1988, l'Irlandais Sean Kelly gagne sept fois Paris-Nice, dont cinq en gagnant au col d'Èze. Il bat le record de Poulidor en 1986. Stephen Roche, déjà vainqueur en 1981, gagne l'étape en 1985, 1987 et 1989. Quatre des six dernières arrivées au col voient gagner le lauréat de Paris-Nice : Tony Rominger en 1991 et 1994, Jean-François Bernard en 1992, Alex Zülle en 1993. Lors de la dernière arrivée, Vladislav Bobrik devance Laurent Jalabert.

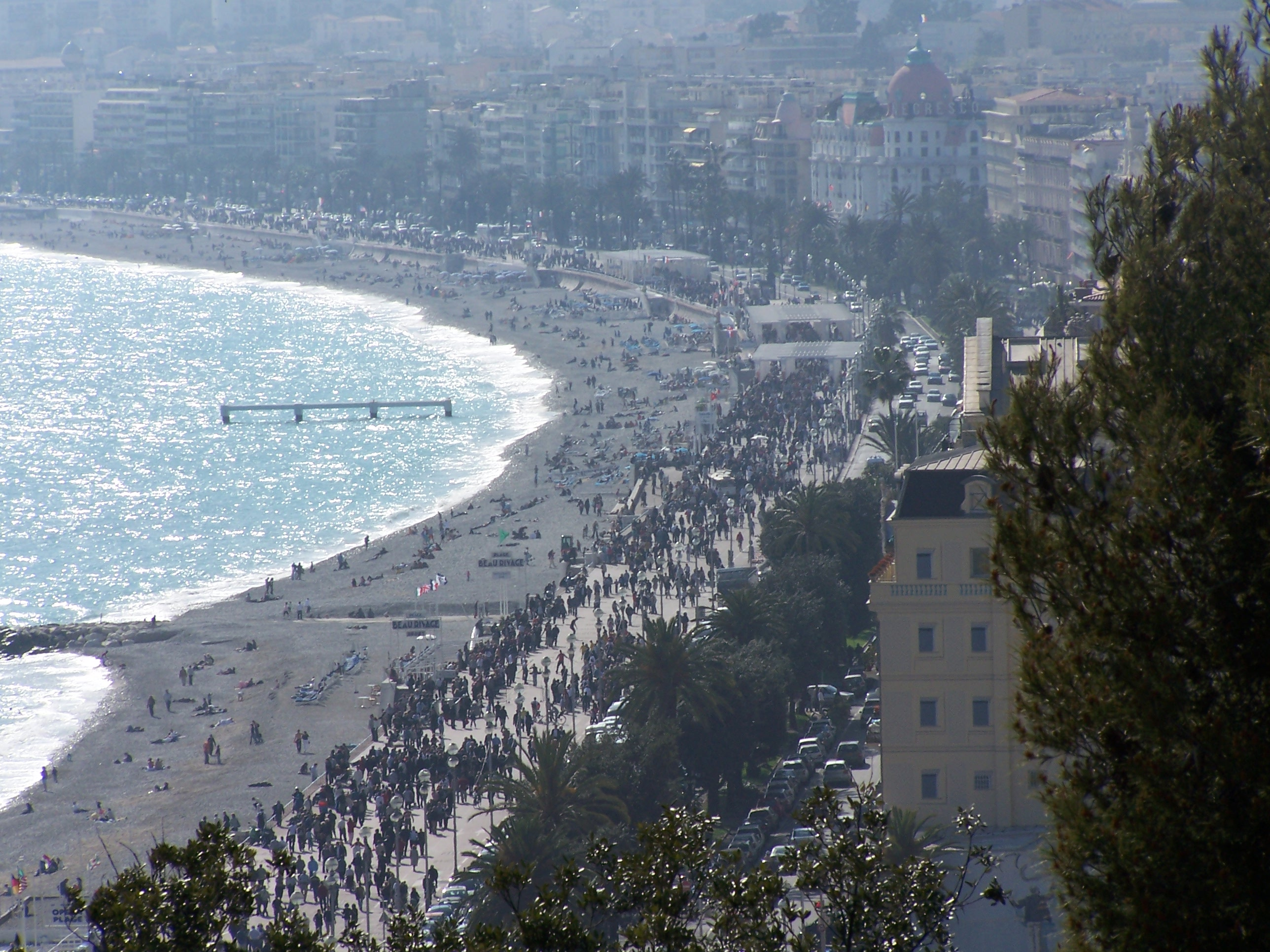
La promenade des Anglais, lieu d'arrivée de Paris-Nice

En 1996, l'arrivée revient sur la promenade des Anglais en raison du faible nombre de spectateurs se déplaçant au col d'Éze et du budget important dont dispose la ville de Nice. En 1996 et 1997, la dernière étape est un contre-la-montre couru à Nice, remporté par Chris Boardman puis Viatcheslav Ekimov. À partir de 1998, la dernière étape est disputée en ligne, partant et arrivant à Nice. De 1998 à 2002, les étapes s'achèvent par un sprint massif. Le Belge Tom Steels s'impose deux fois. En 2003, le vainqueur David Bernabéu, échappé, est déclassé pour dopage. Depuis 2005, la dernière étape présente un parcours montagneux, passant par le col de la Porte, La Turbie et le col d'Èze. En 2007, Alberto Contador a pris la première place à Davide Rebellin en attaquant dans l'ascension du col d'Èze,.

### Villes-étapes
Nice est la ville ayant accueilli le plus d'arrivées d'étapes : 67 en 68 éditions. Seule l'édition de 1991 ne présentait pas d'arrivée à Nice. Saint-Étienne a été ville-étape à 58 reprises. Elle l'a été sans interruption de 1935 à 1939 et de 1953 à 1995. Le col d'Éze a connu 29 arrivées. Viennent ensuite Nevers (20 arrivées, notamment durant les années 1930, 1950 et 1990), Mandelieu (17 de 1979 à 1995, dont 3 au col du Grand Duc), Vergèze (15 arrivées), Cannes (14 arrivées), Marseille (13 arrivées), Montceau-les-Mines (12 de 1960 à 1966), Manosque (10 arrivées).
Alors que les massifs montagneux sont évités à la création de Paris-Nice, les côtes prennent ensuite davantage d'importance dans la course. Outre le col d'Éze qui devient le lieu d'arrivée de 1969 à 1995, le nombre d'étapes se terminant par une ascension s'accroît durant les années 1980. Le mont Faron, introduit en 1968, est un lieu d'arrivée d'étape en 1974, 1975, de 1986 à 1992 et en 2002, 2003 et 2005, comme le Chalet-Reynard sur le mont Ventoux en 1984, 1986 et 1987 et le col du Grand Duc à Mandelieu-la-Napoule de 1991 à 1993. L'édition 1986 présente ainsi trois arrivées en altitude. En 1999, l'étape du samedi arrive dans la station de Valberg (1 672 m). Le mont Serein en 2008 et la montagne de Lure en 2009 sont les deux dernières ascensions finales ayant fait leur apparition sur le parcours de Paris-Nice. La montagne de Lure n'avait jamais été empruntée par une course internationale. Dans les années 2010, les arrivées au sommet inédites se multiplient dans l'arrière-pays niçois : à la Madonne d'Utelle en 2016, au col de la Couillole en 2017 et à la station de la Colmiane (col Saint-Martin) en 2018.

## Maillots distinctifs
Le leader du classement général porte un maillot jaune, depuis 2008. À la création de la course en 1933, le maillot est azur et or. Ces couleurs évoquent la Méditerranée et le soleil et demeureront jusqu'en 1939. En 1946, le maillot est vert. En 1951, l'organisation opte pour un maillot jaune à liseré orange. Elle adopte ensuite le maillot blanc en 1955. Cette couleur reste celle du leader du classement général jusqu'en 2001. En 2002, à la suite du rachat de la course par Amaury Sport Organisation, organisateur du Tour de France, le maillot devient jaune et blanc, jusqu'en 2007. Il est actuellement jaune à trait blanc.

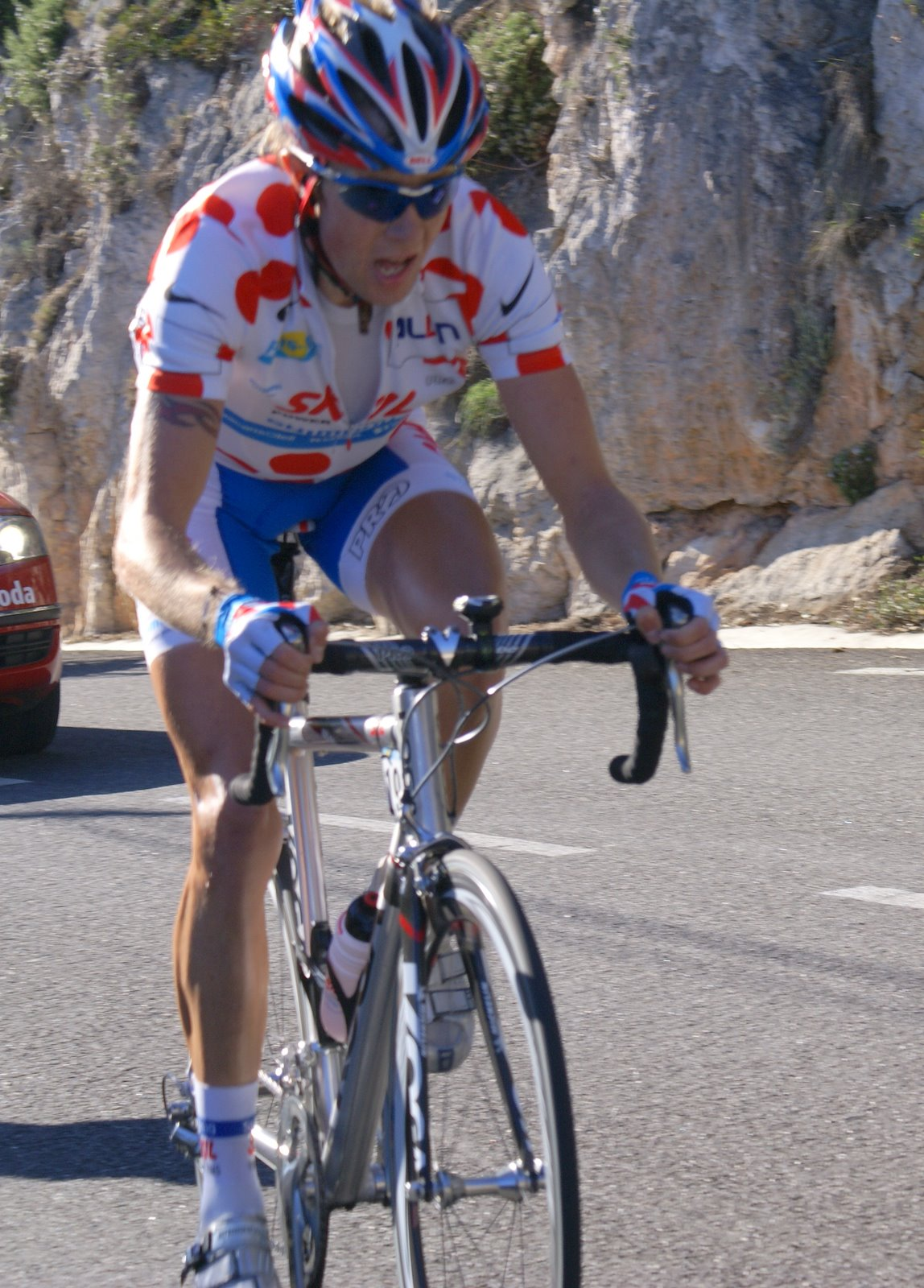
Clément Lhotellerie, maillot à pois de Paris-Nice 2008

Le leader du classement par points porte un maillot vert. C'était déjà le cas à la création de ce classement en 1954. Il a ensuite été rose pendant plusieurs années, jusqu'en 1984. Le classement par points disparaît jusqu'en 1996. Jusqu'en 1999, il prend la couleur jaune du sponsor Béghin-Say. Il devient ensuite rose et mauve en 2000 et 2001. Comme le maillot de leader du classement général, il change de couleur en 2002 et devient vert et blanc, jusqu'en 2006.
Le maillot distinctif du classement de la montagne est blanc à pois rouges, comme celui du Tour de France, depuis le rachat par ASO en 2002. Ce classement a été introduit en 1952. Le maillot a changé de couleur à plusieurs reprises. Durant les années 1970, il est jaune et rouge. Il est ensuite blanc et mauve. En 1984, il devient jaune et bleu, couleurs de son sponsor le Crédit lyonnais. Il est bleu l'année suivante. Agrigel devient sponsor en 1990 et lui donne ses couleurs jaune et bleue.
Le maillot du classement des jeunes est blanc depuis 2007. Il a été bleu et blanc de 2002 à 2006,.

## Dopage
Paris-Nice a connu plusieurs cas de dopage. En 1968, Rolf Wolfshohl remporte la course alors qu'il fait l'objet d'une suspension pour dopage aux championnats du monde de cyclo-cross. N'ayant pas reçu la notification de suspension, il peut participer à la course. En 1974, Roger Legeay est contrôlé positif et bénéficie d'une amnistie présidentielle. En 1977, Bernard Thévenet fait également l'objet d'un contrôle positif. Il remporte le Tour de France quelques mois plus tard.
En 1997, les coureurs Luca Colombo, Erwann Menthéour et Mauro-Antonio Santaromita sont exclus en raison d'un hématocrite supérieur à 50 %. Ce sont les premiers coureurs à faire l'objet de cette mesure à la suite de son instauration par l'UCI en début d'année.
En 2003, David Bernabéu et Rui Lavarinhas, tous deux membres de l'équipe Milaneza-MSS, sont contrôlés positifs aux corticoïdes. Bernabeu, vainqueur de la dernière étape, est déclassé.

## Palmarès

### Podiums

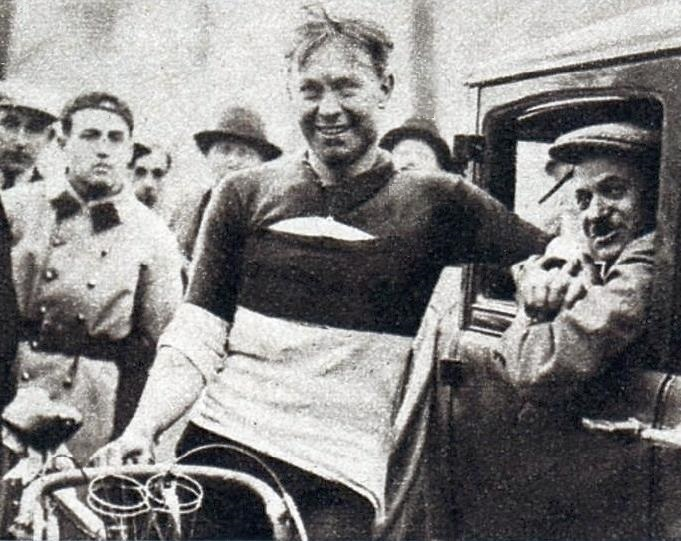
Alfons Schepers, premier vainqueur de Paris-Nice en mars 1933.

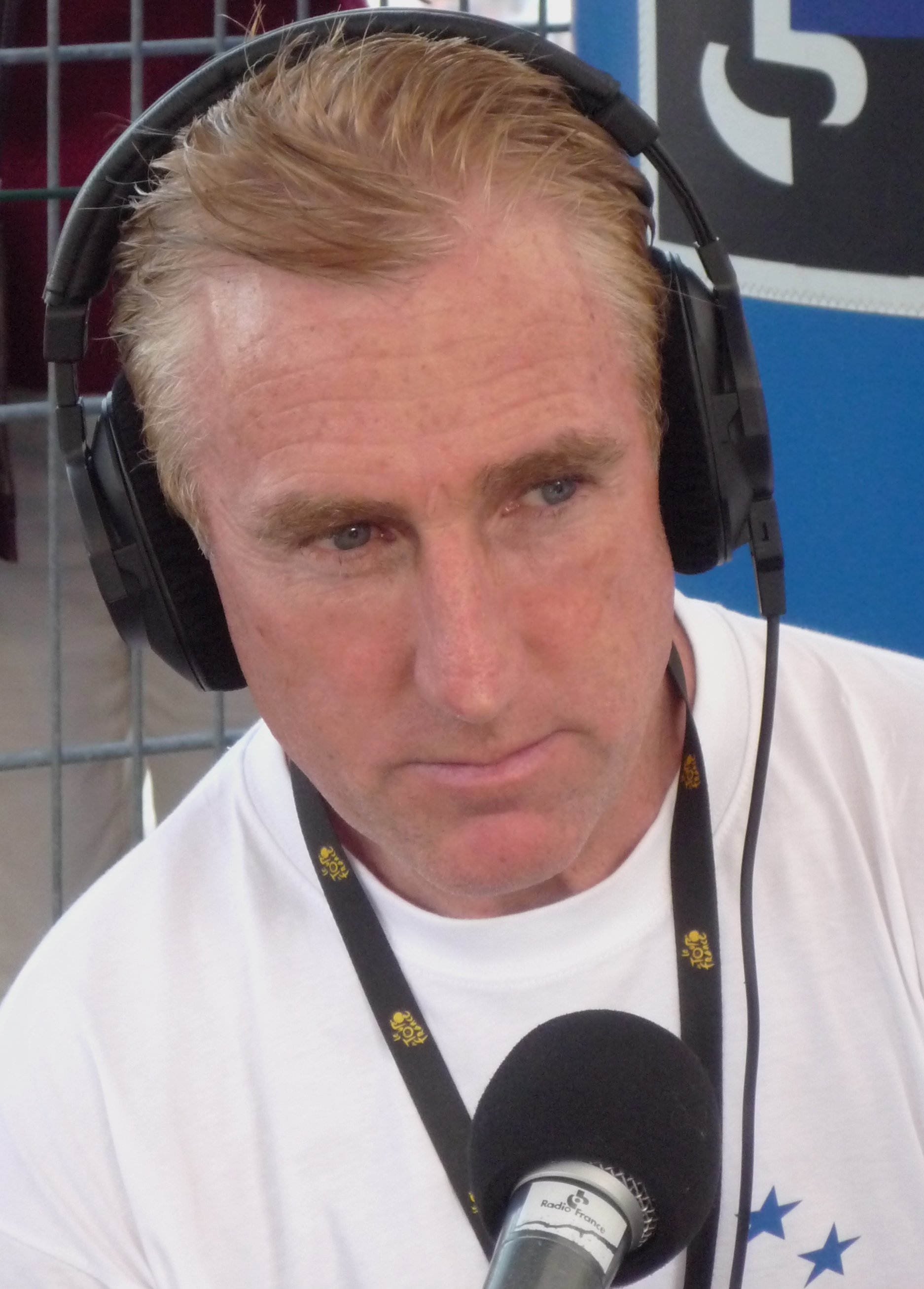
Sean Kelly (ici en 2009) remporte Paris-Nice sept fois d'affilée, entre 1982 et 1988.

La course s'appelle successivement de 1933 à 1953 : Les 6 jours de la route, Paris-Côte d'Azur, puis Paris-Méditerranée. À partir de 1954, elle est renommée Paris-Nice, à l'exception de 1959 (Paris-Nice-Rome).
| Année     | Vainqueur                                         | Deuxième                                          | Troisième                                         |
| --------- | ------------------------------------------------- | ------------------------------------------------- | ------------------------------------------------- |
| 1933      | Alfons Schepers                                   | Louis Hardiquest                                  | Benoît Faure                                      |
| 1934      | Gaston Rebry                                      | Roger Lapébie                                     | Maurice Archambaud                                |
| 1935      | René Vietto                                       | Antoine Dignef                                    | Raoul Lesueur                                     |
| 1936      | Maurice Archambaud                                | Jean Fontenay                                     | Alfons Deloor                                     |
| 1937      | Roger Lapébie                                     | Sylvain Marcaillou                                | Albert van Schendel                               |
| 1938      | Jules Lowie                                       | Albertin Dissaux                                  | Albert van Schendel                               |
| 1939      | Maurice Archambaud                                | Frans Bonduel                                     | Gérard Desmet                                     |
| 1940-1945 | Non disputé à cause de la Seconde Guerre mondiale | Non disputé à cause de la Seconde Guerre mondiale | Non disputé à cause de la Seconde Guerre mondiale |
| 1946      | Fermo Camellini                                   | Maurice De Muer                                   | Frans Bonduel                                     |
| 1947-1950 | Non disputé                                       | Non disputé                                       | Non disputé                                       |
| 1951      | Roger Decock                                      | Lucien Teisseire                                  | Kléber Piot                                       |
| 1952      | Louison Bobet                                     | Donato Zampini                                    | Raymond Impanis                                   |
| 1953      | Jean-Pierre Munch                                 | Roger Walkowiak                                   | Roger Bertaz                                      |
| 1954      | Raymond Impanis                                   | Nello Lauredi                                     | Francis Anastasi                                  |
| 1955      | Jean Bobet                                        | Pierre Molinéris                                  | Bernard Gauthier                                  |
| 1956      | Alfred De Bruyne                                  | Pierre Barbotin                                   | François Mahé                                     |
| 1957      | Jacques Anquetil                                  | Désiré Keteleer                                   | Jean Brankart                                     |
| 1958      | Alfred De Bruyne                                  | Pasquale Fornara                                  | Germain Derijcke                                  |
| 1959      | Jean Graczyk                                      | Gérard Saint                                      | Pierino Baffi                                     |
| 1960      | Raymond Impanis                                   | François Mahé                                     | Robert Cazala                                     |
| 1961      | Jacques Anquetil                                  | Joseph Groussard                                  | Joseph Planckaert                                 |
| 1962      | Joseph Planckaert                                 | Tom Simpson                                       | Rolf Wolfshohl                                    |
| 1963      | Jacques Anquetil                                  | Rudi Altig                                        | Rik Van Looy                                      |
| 1964      | Jan Janssen                                       | Jean-Claude Annaert                               | Jean Forestier                                    |
| 1965      | Jacques Anquetil                                  | Rudi Altig                                        | Italo Zilioli                                     |
| 1966      | Jacques Anquetil                                  | Raymond Poulidor                                  | Vittorio Adorni                                   |
| 1967      | Tom Simpson                                       | Bernard Guyot                                     | Rolf Wolfshohl                                    |
| 1968      | Rolf Wolfshohl                                    | Ferdinand Bracke                                  | Jean-Louis Bodin                                  |
| 1969      | Eddy Merckx                                       | Raymond Poulidor                                  | Jacques Anquetil                                  |
| 1970      | Eddy Merckx                                       | Luis Ocaña                                        | Jan Janssen                                       |
| 1971      | Eddy Merckx                                       | Gösta Pettersson                                  | Luis Ocaña                                        |
| 1972      | Raymond Poulidor                                  | Eddy Merckx                                       | Luis Ocaña                                        |
| 1973      | Raymond Poulidor                                  | Joop Zoetemelk                                    | Eddy Merckx                                       |
| 1974      | Joop Zoetemelk                                    | Alain Santy                                       | Eddy Merckx                                       |
| 1975      | Joop Zoetemelk                                    | Eddy Merckx                                       | Gerrie Knetemann                                  |
| 1976      | Michel Laurent                                    | Hennie Kuiper                                     | Luis Ocaña                                        |
| 1977      | Freddy Maertens                                   | Gerrie Knetemann                                  | Jean-Luc Vandenbroucke                            |
| 1978      | Gerrie Knetemann                                  | Bernard Hinault                                   | Joop Zoetemelk                                    |
| 1979      | Joop Zoetemelk                                    | Sven-Åke Nilsson                                  | Gerrie Knetemann                                  |
| 1980      | Gilbert Duclos-Lassalle                           | Stefan Mutter                                     | Gerrie Knetemann                                  |
| 1981      | Stephen Roche                                     | Adrie van der Poel                                | Fons De Wolf                                      |
| 1982      | Sean Kelly                                        | Gilbert Duclos-Lassalle                           | Jean-Luc Vandenbroucke                            |
| 1983      | Sean Kelly                                        | Jean-Marie Grezet                                 | Steven Rooks                                      |
| 1984      | Sean Kelly                                        | Stephen Roche                                     | Bernard Hinault                                   |
| 1985      | Sean Kelly                                        | Stephen Roche                                     | Frédéric Vichot                                   |
| 1986      | Sean Kelly                                        | Urs Zimmermann                                    | Greg LeMond                                       |
| 1987      | Sean Kelly                                        | Jean-François Bernard                             | Laurent Fignon                                    |
| 1988      | Sean Kelly                                        | Ronan Pensec                                      | Julián Gorospe                                    |
| 1989      | Miguel Indurain                                   | Stephen Roche                                     | Marc Madiot                                       |
| 1990      | Miguel Indurain                                   | Stephen Roche                                     | Luc Leblanc                                       |
| 1991      | Tony Rominger                                     | Laurent Jalabert                                  | Martial Gayant                                    |
| 1992      | Jean-François Bernard                             | Tony Rominger                                     | Miguel Indurain                                   |
| 1993      | Alex Zülle                                        | Laurent Bezault                                   | Pascal Lance                                      |
| 1994      | Tony Rominger                                     | Jesús Montoya                                     | Viatcheslav Ekimov                                |
| 1995      | Laurent Jalabert                                  | Vladislav Bobrik                                  | Alex Zülle                                        |
| 1996      | Laurent Jalabert                                  | Lance Armstrong                                   | Chris Boardman                                    |
| 1997      | Laurent Jalabert                                  | Laurent Dufaux                                    | Santiago Blanco                                   |
| 1998      | Frank Vandenbroucke                               | Laurent Jalabert                                  | Marcelino García                                  |
| 1999      | Michael Boogerd                                   | Markus Zberg                                      | Santiago Botero                                   |
| 2000      | Andreas Klöden                                    | Laurent Brochard                                  | Francisco Mancebo                                 |
| 2001      | Dario Frigo                                       | Raimondas Rumšas                                  | Peter Van Petegem                                 |
| 2002      | Alexandre Vinokourov                              | Sandy Casar                                       | Laurent Jalabert                                  |
| 2003      | Alexandre Vinokourov                              | Mikel Zarrabeitia                                 | Davide Rebellin                                   |
| 2004      | Jörg Jaksche                                      | Davide Rebellin                                   | Bobby Julich                                      |
| 2005      | Bobby Julich                                      | Alejandro Valverde                                | Constantino Zaballa                               |
| 2006      | Floyd Landis                                      | Patxi Vila                                        | Antonio Colom                                     |
| 2007      | Alberto Contador                                  | Davide Rebellin                                   | Luis León Sánchez                                 |
| 2008      | Davide Rebellin                                   | Rinaldo Nocentini                                 | Yaroslav Popovych                                 |
| 2009      | Luis León Sánchez                                 | Fränk Schleck                                     | Sylvain Chavanel                                  |
| 2010      | Alberto Contador                                  | Luis León Sánchez                                 | Roman Kreuziger                                   |
| 2011      | Tony Martin                                       | Andreas Klöden                                    | Bradley Wiggins                                   |
| 2012      | Bradley Wiggins                                   | Lieuwe Westra                                     | Alejandro Valverde                                |
| 2013      | Richie Porte                                      | Andrew Talansky                                   | Jean-Christophe Péraud                            |
| 2014      | Carlos Betancur                                   | Rui Costa                                         | Arthur Vichot                                     |
| 2015      | Richie Porte                                      | Michał Kwiatkowski                                | Simon Špilak                                      |
| 2016      | Geraint Thomas                                    | Alberto Contador                                  | Richie Porte                                      |
| 2017      | Sergio Henao                                      | Alberto Contador                                  | Dan Martin                                        |
| 2018      | Marc Soler                                        | Simon Yates                                       | Gorka Izagirre                                    |
| 2019      | Egan Bernal                                       | Nairo Quintana                                    | Michał Kwiatkowski                                |
| 2020      | Maximilian Schachmann                             | Tiesj Benoot                                      | Sergio Higuita                                    |
| 2021      | Maximilian Schachmann                             | Aleksandr Vlasov                                  | Ion Izagirre                                      |
| 2022      | Primož Roglič                                     | Simon Yates                                       | Daniel Martínez                                   |
| 2023      | Tadej Pogačar                                     | David Gaudu                                       | Jonas Vingegaard                                  |
| 2024      | Matteo Jorgenson                                  | Remco Evenepoel                                   | Brandon McNulty                                   |
| 2025      | Matteo Jorgenson                                  | Florian Lipowitz                                  | Thymen Arensman                                   |

### Classements annexes
| Année | Classement par points  | Grand Prix de la montagne | Classement du combiné | Classement par équipes           |
| ----- | ---------------------- | ------------------------- | --------------------- | -------------------------------- |
| 1937  |                        |                           |                       | France Sport-Wolber              |
| 1938  | Jules Lowie            |                           |                       | Mercier-Hutchinson               |
| 1939  |                        |                           |                       | France Sport-Wolber              |
| 1946  |                        |                           |                       | Mercier-Hutchinson               |
| 1951  |                        | Jacques Vivier            |                       | Stella-Dunlop                    |
| 1952  |                        |                           |                       | Stella                           |
| 1953  |                        |                           |                       | Bertin                           |
| 1954  | Raymond Impanis        |                           |                       | Mercier                          |
| 1955  |                        |                           |                       | Mercier                          |
| 1956  | Max Cohen              |                           |                       | Saint Raphael-Geminiani          |
| 1957  | Seamus Elliott         |                           |                       | Helyett-Essor-Felix Potin-Leroux |
| 1958  |                        | Brian Robinson            |                       | Carpano                          |
| 1959  | Nicolas Barone         | Louison Bobet             |                       | Saint Raphael-Geminiani          |
| 1960  | Rik Van Looy           | Romeo Venturelli          |                       | Saint Raphael-Gitane             |
| 1961  | Rik Van Looy           | Raymond Poulidor          |                       | Fynsec-Helyett                   |
| 1962  | Rik Van Looy           | Raymond Poulidor          |                       | Faema-Flandria                   |
| 1963  | Rik Van Looy           |                           |                       | Saint Raphael                    |
| 1964  |                        |                           |                       |                                  |
| 1965  | Rudi Altig             | Gianni Motta              |                       | Ford France-Gitane               |
| 1966  | Gianni Marcarini       | Gilbert Bellone           |                       | Ford France                      |
| 1967  | Jean-Claude Wuillemin  | Bernard Guyot             |                       | Pelforth-Sauvage-Lejeune         |
| 1968  | Valere Van Sweevelt    | Wilfried David            |                       | Bic                              |
| 1969  | Marino Basso           | Gilbert Bellone           |                       | Bic                              |
| 1970  | Eddy Merckx            | Eddy Merckx               | Eddy Merckx           |                                  |
| 1971  | Jacky Mourioux         | Michel Périn              | Eddy Merckx           |                                  |
| 1972  | Jacques Cadiou         |                           |                       | Bic                              |
| 1973  | Jacques Esclassan      | Leif Mortensen            |                       | Bic                              |
| 1974  | Rik Van Linden         | Jean-Pierre Danguillaume  |                       | Gan-Mercier                      |
| 1975  | Freddy Maertens        | Raymond Delisle           |                       | Gan-Mercier                      |
| 1976  | Freddy Maertens        | Jean-Jacques Fussien      |                       | Ti-Raleigh                       |
| 1977  | Freddy Maertens        | Michel Laurent            |                       | Peugeot-Esso-Michelin            |
| 1978  | Gerrie Knetemann       | Michel Laurent            |                       | TI-Raleigh-Mc Gregor             |
| Année | Classement par points  | Grand Prix de la montagne | Meilleur jeune        | Classement par équipes           |
| 1979  | Giuseppe Martinelli    | Bernard Hinault           | Daniel Willems        | TI-Raleigh-Mc Gregor             |
| 1980  | Daniel Willems         | Tommy Prim                | Stefan Mutter         | Peugeot-Esso-Michelin            |
| 1981  | Jean-Luc Vandenbroucke | Michel Laurent            |                       | Peugeot-Esso-Michelin            |
| 1982  | Sean Kelly             | Alberto Fernández Blanco  | Stephen Roche         | Sem-France Loire                 |
| 1983  | Sean Kelly             | Sean Kelly                | Jean-Marie Grezet     | Sem-France Loire                 |
| 1984  | Sean Kelly             | Sean Kelly                |                       | Skil-Reydel                      |
| 1985  |                        | Jean-Claude Bagot         | Charly Mottet         |                                  |
| 1986  | Sean Kelly             | Sean Kelly                | Iñaki Gastón          | Kas                              |
| 1987  | Luc Roosen             | Sean Kelly                |                       | Système U                        |
| 1988  |                        |                           |                       |                                  |
| 1989  |                        | Julio César Cadena        |                       |                                  |
| 1990  |                        | Claudio Chiappucci        |                       |                                  |
| 1991  |                        |                           |                       |                                  |
| 1992  |                        |                           | Richard Virenque      |                                  |
| 1993  |                        | Antonio Miguel Diaz       |                       |                                  |
| 1994  |                        | Harald Maier              |                       |                                  |
| 1995  |                        |                           |                       |                                  |
| 1996  | Laurent Jalabert       | Laurent Brochard          |                       | Motorola                         |
| 1997  | Tom Steels             | Laurent Jalabert          |                       | Festina-Lotus                    |
| 1998  | Tom Steels             |                           |                       | Once                             |
| 1999  |                        |                           |                       | Rabobank                         |
| 2000  | Laurent Brochard       | Francesco Casagrande      |                       | Telekom                          |
| 2001  | Danilo Hondo           | Piotr Wadecki             |                       | Once-Eroski                      |
| 2002  | Alessandro Petacchi    | Vladimir Miholjević       | Sandy Casar           | Cofidis                          |
| 2003  | Laurent Brochard       | Tyler Hamilton            | Sylvain Chavanel      | Once                             |
| 2004  | Davide Rebellin        | Aitor Osa                 | Michael Rogers        | CSC                              |
| 2005  | Jens Voigt             | David Moncoutié           | Alejandro Valverde    | CSC                              |
| 2006  | Samuel Sánchez         | David Moncoutié           | Luis León Sánchez     | Lampre-Caffita                   |
| 2007  | Franco Pellizotti      | Thomas Voeckler           | Alberto Contador      | Caisse d'Épargne                 |
| 2008  | Thor Hushovd           | Clément Lhotellerie       | Robert Gesink         | Quick Step                       |
| 2009  | Sylvain Chavanel       | Tony Martin               | Kevin Seeldraeyers    | Saxo Bank                        |
| 2010  | Peter Sagan            | Amaël Moinard             | Roman Kreuziger       | AG2R La Mondiale                 |
| 2011  | Heinrich Haussler      | Rémi Pauriol              | Rein Taaramäe         | RadioShack                       |
| 2012  | Bradley Wiggins        | Frederik Veuchelen        | Tejay van Garderen    | Vacansoleil-DCM                  |
| 2013  | Sylvain Chavanel       | Johann Tschopp            | Andrew Talansky       | Katusha                          |
| 2014  | John Degenkolb         | Pim Ligthart              | Carlos Betancur       | Movistar                         |
| 2015  | Michael Matthews       | Thomas De Gendt           | Michał Kwiatkowski    | Sky                              |
| 2016  | Michael Matthews       | Antoine Duchesne          |                       | Movistar                         |
| 2017  | Julian Alaphilippe     | Lilian Calmejane          | Julian Alaphilippe    | Quick-Step Floors                |
| 2018  | Tim Wellens            | Thomas De Gendt           | Marc Soler            | Bahrain-Merida                   |
| 2019  | Michał Kwiatkowski     | Thomas De Gendt           | Egan Bernal           | Sky                              |
| 2020  | Tiesj Benoot           | Nicolas Edet              | Sergio Higuita        | Sunweb                           |
| 2021  | Primož Roglič          | Anthony Perez             | Aleksandr Vlasov      | Astana-Premier Tech              |
| 2022  | Wout van Aert          | Valentin Madouas          | João Almeida          | UAE Team Emirates                |
| 2023  | Tadej Pogačar          | Jonas Gregaard            | Tadej Pogačar         | Jayco AlUla                      |
| 2024  | Remco Evenepoel        | Remco Evenepoel           | Matteo Jorgenson      | UAE Team Emirates                |
| 2025  | Mads Pedersen          | Thomas Gachignard         | Florian Lipowitz      | Ineos Grenadiers                 |

## Statistiques et records
| # | Coureurs           | Victoires | Deuxième | Troisième | Total |
| - | ------------------ | --------- | -------- | --------- | ----- |
| 1 | Sean Kelly         | 7         | 0        | 0         | 7     |
| 2 | Jacques Anquetil   | 5         | 0        | 1         | 6     |
| 3 | Eddy Merckx        | 3         | 2        | 2         | 7     |
| 4 | Laurent Jalabert   | 3         | 2        | 1         | 6     |
| 5 | Joop Zoetemelk     | 3         | 1        | 1         | 5     |
| 6 | Raymond Poulidor   | 2         | 2        | 0         | 4     |
| 6 | Alberto Contador   | 2         | 2        | 0         | 4     |
| 8 | Tony Rominger      | 2         | 1        | 0         | 3     |
| 9 | Maurice Archambaud | 2         | 0        | 1         | 3     |
| 9 | Miguel Indurain    | 2         | 0        | 1         | 3     |
| 9 | Raymond Impanis    | 2         | 0        | 1         | 3     |
| 9 | Richie Porte       | 2         | 0        | 1         | 3     |

| #  | Pays            | Victoires | Deuxième | Troisième | Total |
| -- | --------------- | --------- | -------- | --------- | ----- |
| 1  | France          | 21        | 27       | 23        | 71    |
| 2  | Belgique        | 14        | 10       | 14        | 38    |
| 3  | Irlande         | 8         | 4        | 1         | 13    |
| 4  | Espagne         | 6         | 8        | 13        | 27    |
| 5  | Pays-Bas        | 6         | 5        | 9         | 20    |
| 6  | Allemagne       | 5         | 4        | 2         | 11    |
| 7  | États-Unis      | 4         | 2        | 3         | 9     |
| 8  | Suisse          | 3         | 6        | 1         | 10    |
| 9  | Grande-Bretagne | 3         | 3        | 2         | 8     |
| 10 | Colombie        | 3         | 1        | 3         | 7     |
| 11 | Italie          | 2         | 5        | 4         | 11    |
| 12 | Australie       | 2         | 0        | 1         | 3     |
| 13 | Kazakhstan      | 2         | 0        | 0         | 2     |
| 13 | Slovénie        | 2         | 0        | 0         | 2     |

### Victoires d'étapes
| # | Coureurs         | Victoires |
| - | ---------------- | --------- |
| 1 | Eddy Merckx      | 21        |
| 2 | Sean Kelly       | 14        |
| 3 | Freddy Maertens  | 12        |
| 4 | Rik Van Looy     | 11        |
| 5 | Eric Leman       | 10        |
| 6 | Rudi Altig       | 9         |
| 7 | Jacques Anquetil | 8         |
| 7 | Gerrie Knetemann | 8         |
| 7 | Mario Cipollini  | 8         |
| 7 | Tom Steels       | 8         |

## Paris-Nice en chiffres
- Le Paris-Nice parcourt une distance totale autour de 1 000 à 1 200 km suivant les années (1 260 km en 1960 ; 1 037 km en 1980 ; 1 290 km en 2016 ; 1 196,6 km en 2022);
- Le plus jeune vainqueur est René Vietto en 1935, à l'âge de 21 ans.
- Le vainqueur le plus âgé est Raymond Poulidor en 1973, à l'âge de 37 ans.
- La France détient le record du nombre de victoires par nation, mais aucun Français n'a été victorieux depuis Laurent Jalabert en 1997.
- Douze vainqueurs de la course ont également remporté le Tour de France durant leur carrière : Louison Bobet, Jacques Anquetil, Jan Janssen, Eddy Merckx, Joop Zoetemelk, Stephen Roche, Miguel Indurain, Alberto Contador, Bradley Wiggins, Geraint Thomas, Egan Bernal et Tadej Pogačar. À l'exception de ce dernier, ils ont remporté leur premier ou seul Paris-Nice avant d'avoir remporté le Tour de France, prouvant que la course est une bonne répétition qui lui vaut parfois le surnom de « mini Tour de France »[30]. Par ailleurs, Floyd Landis a remporté l'édition 2006, avant de gagner la Grand Boucle. Il sera néanmoins déclassé de cette dernière victoire.